# سیارک ۸۸۷۴
سیارک ۸۸۷۴ (به انگلیسی: 8874 Showashinzan، نامگذاری:1992UY3) هشت هزار و هشتصد و هفتاد و چهارمین سیارک کشف شده‌است که در ۲۶ اکتبر ۱۹۹۲ کشف شد.
قدر مطلق سیارک برابر ۱۴٫۲۰ است.